# 斐迪南·保時捷
斐迪南·保時捷（1875年9月3日—1951年1月30日；有譯費迪南·波爾舍，Ferdinand Porsche），德國汽車工程師，出生於奧匈帝國的波希米亞（現為捷克共和國一部分）。由费迪南德設計，福斯汽車生產的甲蟲車，曾是世界上以同一型號設計產量最高的汽車，一共生產了二千一百萬輛。由费迪南德及他的兒子費里·保時捷開設的保時捷汽車公司最初所生產的跑車，亦是從甲蟲車發展而來。
世界上第一輛油電動力混合車的實體化是起源自1899年的由费迪南德‧保時捷製成，且是世界第一輛亦是最早出現的一輛。在1901年，Porsche車廠創辦人，以洋溢的機械工程才華設計出全球第一套車用Hybrid油電混合動力系統時，可惜在當時這是一個過於超越時代的作品。

## 生平
费迪南德年輕時便顯示出對機械的天份和興趣。因成績普通又缺乏學費，十八歲時他進入維也納的一家電機公司Bela Egger（ABB公司的前身）半工半讀。工餘時费迪南德偷偷到大學旁聽工程課，這亦是他所接受到的唯一正統工程訓練。
五年後，费迪南德晉身汽車工業。他加入了一家本來以生產馬車為主的公司：Jakob Lohner & Co.。 1898年，首次發展出了一種稱為「Lohner –Porsche」的車輛，用電瓶推動馬達驅動汽車，這車輛在1900年的巴黎博覽會上展出，時速14公里，充足電可跑50公里。為避免使用沉重電瓶，後來又使用內燃機發電，然後以後輪上的電動機推動車輛，是混合動力車（Hybrid）的先驅。之後更以時速35英里（56公里）創下奧地利的汽車速度紀錄。1905年，费迪南獲頒發給傑出奧地利汽車工程師的“保定”（Poetting）獎項。
1906年，费迪南德被奧地利－戴姆勒聘請為主任設計師。费迪南德在此期間最成功的設計包括1910年的亨利王子型車。這款車的外表呈流線型，發動機功率為85匹（63千瓦）。除了汽車外，奧地利戴姆勒還生產貨車、飛機發動機、自走火炮等武器。1916年，费迪南德成為公司的董事經理。1917年，獲得維也納科技大學頒授名譽博士學位。但费迪南德仍然繼續設計跑車。1922年，他設計的跑車在53項比賽中勝出了43項。
1923年，费迪南德因為與公司對汽車發展持不同意見而離開。數月後，他成為斯圖加特戴姆勒发动机公司的技術總監。之後他再得到斯圖加特高等技術學院（斯圖加特大學）頒授名譽博士。费迪南德為戴姆勒設計的跑車非常成功，一度雄霸了1920年代的賽車。但是最後费迪南德因為希望能夠開發小型車輛，與戴姆勒車廠董事會意見分歧，而於1929年離開。之後遇上經濟大蕭條，费迪南德亦一度失業。
1931年，费迪南德在斯圖加特成立自己的顧問公司。他的僱員中不少人之前已長期與他合作，包括费迪南德的女婿負責律師事務的——安頓·皮耶（後來福斯汽車董事會主席费迪南德·皮耶之父），兒子費里·费迪南德這段時期除了設計跑車外，亦設計了一款全新的小型車：這款小型車即二次大戰之後行銷世界各地的金龜車，而引擎方面也使用费迪南德所設計的水平对置发动机。费迪南德用自己的保險貸款來進行這項計劃，但其他的車廠都不感興趣。最後碰上已成為德國總理的希特勒，他計劃要令每個德國家庭都能擁有一輛汽車，费迪南德的設計被選中。1936年，他製造了三輛試作原型。德國政府則建立了全新的廠房預備生產，並且將廠房所在的城市名為汽車城（Autostadt）。該地在戰後改稱沃爾夫斯堡，即今日福斯汽車的總部所在。费迪南德親自參與了車廠的建設，把跑車設計的工作交由兒子費里。在戰爭期間，沃爾夫斯堡的車廠負責生產軍用車輛，费迪南德亦為德意志第三帝國進行了其他工作，而且得到元首的赏识，费迪南的保时捷设计了众多坦克車。二次大戰時德國著名的虎式坦克的悬挂、六號戰車虎P（VK4501(P)）坦克（未量产）、VK4502(P)重型坦克、VK3001(P)中型坦克，甚至用虎P坦克改装的重型自行反坦克炮曾直接被称为“费迪南德驅逐戰車“（即象式重驅逐戰車）。后期德国的超重型坦克八號戰車鼠式，部份設計也來自费迪南德。
德國投降後，费迪南德和他的女婿皮耶、他的兒子費里被法國臨時政府以戰爭罪行拘捕。法方更曾要求费迪南德到法國繼續金龜車的設計，並要將沃爾夫斯堡的工廠搬到法國作為戰爭賠償。後來因為法國汽車工業的反對，這計劃才作罷。1945年12月15日三人被列為戰犯。费迪南德的兒子費里不久獲釋，但费迪南德及皮耶在監獄裏未經審判被關了二十個月。這段時間內，費里靠設計新的跑車，和維修舊車、水泵等工作，維持公司的運作。他們根據原來金龜車的結構佈局，設計了一款新的跑車，名為保時捷356。這是第一輛以保時捷命名的跑車。保時捷在奧地利一共以手工生產了四十九輛356，並且是以鋁合金製造車身。
之後沃爾夫斯堡的工廠恢復生產，並改名為福斯車廠。福斯每生產一輛金龜車，都會向费迪南德給予版權費；而它們亦間中請费迪南德為顧問，解決技術問題。1949年，保時捷搬回斯圖加特，並繼續生產保時捷356。在之後的十七年，保時捷一共生產了七萬八千輛356型跑車。
1950年11月，费迪南德首次在戰後回到沃爾夫斯堡。當時的福斯車廠已經在大量生產金龜車。1951年1月30日，费迪南德·保時捷因中風，在沃爾夫斯堡逝世。